# Hpakant
Hpakant – miasto w Mjanmie, w stanie Kaczin. Według danych na rok 2014 liczyło 60 123 mieszkańców.